# 12 Bar Bruise
12 Bar Bruise (englisch für „12-Takt-Prellung“) ist das erste Studioalbum der Psychedelic-Rock-Band King Gizzard & the Lizard Wizard. Es erschien am 7. September 2012 bei Flightless und wird seit 2023 von den Independent-Labels KGLW und p(doom) records vertrieben. Im November 2018 erreichte es Platz 14 der ARIA Album Charts nach einer Wiederveröffentlichung auf Vinyl-LP.

## Aufnahme und Produktion
Das Album wurde von der Band selbst aufgenommen, wobei bei vielen Liedern unkonventionelle Aufnahmemethoden benutzt wurden. Ein Lied, welche diese darstellt ist der Titeltrack ("12 Bar Bruise"). Es wurde aufgenommen über 4 iPhones, welche im Zimmer verteilt aufgestellt wurden und Stu Mackenzie in eines der iPhones sang.

## Titelliste
Vinyl-Pressungen haben Titel 1–6 auf Seite A, und Titel 7–12 auf Seite B.
| Nr.          | Titel                  | Autor(en)                      | Länge |
| ------------ | ---------------------- | ------------------------------ | ----- |
| 1.           | Elbow                  | Stu Mackenzie                  | 2:40  |
| 2.           | Muckraker              | Mackenzie                      | 3:00  |
| 3.           | Nein                   | Mackenzie                      | 2:52  |
| 4.           | 12 Bar Bruise          | Mackenzie                      | 3:47  |
| 5.           | Garage Liddiard        | Mackenzie                      | 2:29  |
| 6.           | Sam Cherry's Last Shot | Mackenzie                      | 2:49  |
| 7.           | High Hopes Low         | Mackenzie                      | 3:46  |
| 8.           | Cut Throat Boogie      | Mackenzie, Ambrose Kenny-Smith | 2:50  |
| 9.           | Bloody Ripper          | Mackenzie                      | 2:13  |
| 10.          | Uh Oh, I Called Mum    | Mackenzie                      | 2:38  |
| 11.          | Sea of Trees           | Mackenzie                      | 3:15  |
| 12.          | Footy Footy            | Mackenzie, Joey Walker         | 1:59  |
| Gesamtlänge: | Gesamtlänge:           | Gesamtlänge:                   | 34:18 |

## Mitwirkende
Credits übernommen von den Liner Notes.

### King Gizzard & the Lizard Wizard
- Michael Cavanagh – Schlagzeug
- Cook Craig – Gitarre, Gesang
- Ambrose Kenny-Smith – Mundharmonika, Gesang
- Stu Mackenzie – Gitarre, Gesang
- Eric Moore – Theremin, Keyboard, Percussion
- Lucas Harwood – Bass, Gesang
- Joey Walker – Gitarre, Gesang

### Weitere Musiker
- Broderick Smith – Gesprochenes Wort (Titel 6)

### Tontechniker
- Paul Maybury – Aufnahme, Mixing
- King Gizzard – Aufnahme, Mixing
- Joseph Carra – Mastering

### Artwork
- Jason Galea – Artwork
- Ican Harem – Inside Artwork
- Lauren Bamford – Inside Fotografie

## Kommerzieller Erfolg
| ChartsChartplatzierungen | Höchstplatzierung | Wochen |
| ------------------------ | ----------------- | ------ |
| Australien (ARIA)        | 14 (1 Wo.)        | 1      |

## Auszeichnungen
- AIR Awards: Preis für Best Independent Hard Rock, Heavy or Punk Album im Jahr 2013.[8]